# Turn Loose the Swans
 (juillet 2019).
Albums de My Dying Bride
Unreleased Bitterness (EP)
(1993) I Am the Bloody Earth (EP)
(1994)
Turn Loose The Swans est le deuxième album studio du groupe de doom metal/metal gothique britannique My Dying Bride, sorti en octobre 1993.
Il est le premier album du groupe où Aaron Stainthorpe incorpore une voix claire, qu'elle soit chantée ou parlée.
Les paroles d'Aaron Stanthorpe étaient beaucoup moins complexes que celles utilisées dans As the Flower Withers. Il s'est abstenu d'utiliser des suggestions en langue non anglaise et a explicitement abordé des sujets tels que l'anti-christianisme et le désir.

## Liste des titres
| No | Titre                 | Durée |
| -- | --------------------- | ----- |
| 1. | Sear Me MCMXCIII      | 07:24 |
| 2. | Your River            | 9:24  |
| 3. | The Songless Bird     | 7:00  |
| 4. | The Snow In My Hand   | 7:10  |
| 5. | The Crown Of Sympathy | 12:15 |
| 6. | Turn Loose The Swans  | 10:10 |
| 7. | Black God             | 4:52  |

### Bonus(réédition 2003)
| No | Titre                             | Durée |
| -- | --------------------------------- | ----- |
| 1. | You Shameful Heaven               | 5:56  |
| 2. | Le Cerf Malade                    | 6:28  |
| 3. | Transcending (Into The Exquisite) | 8:38  |